# 火车发射的洲际弹道导弹
火车发射的洲际弹道导弹是一种可以从火车上发射的洲際彈道飛彈。苏联的RT-23 UTTH是第一個可以從火車上發射的洲際彈道飛彈。美国曾计划并开发类似的洲際彈道導彈和平卫士铁路驻军，但随着冷战结束，美國放弃了该计划。中华人民共和国于2016年和朝鲜民主主义人民共和国于2021 年分別测试可以從火車上發射的洲際彈道導彈。
火車上的洲际弹道导弹比陸地上無法及時移動的洲际弹道导弹更难被摧毁，因为搭載洲際彈道導彈的火車可以沿着铁路网迅速移動，而且還能躲在隧道中躲避卫星的监视。 